# سلف الدين شهريار
السُّلطَانُ الأَعظَم والخَاقَانُ المُكرَّم شَاهِنشَاهِ السَّلْطَنَةِ الْهِنْدِيَّةِ والمَغُولِيَّةِ سَلَفُ الدِّينِ مُحمَّد شَهرَيار پَادِشَاه غَازِي بن مُحمَّد جِهَانكِير بن مُحمَّد أكبر الگوركاني (بالفارسية: السُّلطَانُ الأَعظَم والخَاقَانُ المُكرَّم شَاهِنشَاهِ السَّلْطَنَةِ الْهِنْدِيَّةِ والمُغَلِيَّةِ سَلَف‌الدِّینِ مُحمَّد شهريار پَادِشَاه غَازِي بن مُحمَّد جِهَانكِير بن مُحمَّد أكبر گورکاني، وبالأردية: السُّلطَانُ الأَعظَم والخَاقَانُ المُكرَّم شَہِنشَاہ السَّلْطَنَةِ الْهِنْدِيَّةِ والمُغَلِيَّةِ سلف‌الدِّينِ مُحمَّد شہریار مرزا پَادِشَاه غَازِي بن مُحمَّد جِهَانكِير بن مُحمَّد أكبر گورکاني) (26 شعبان 1013هـ - 3 جُمادى الأولى 1037هـ المُوافق فيه 16 كانون الثَّاني (يناير) 1605م - 23 كانون الثَّاني (يناير) 1628م) المعروف اختصارًا بِـ«سلف الدين شهريار» أو «شهريار ميرزا»، هو خامس سلاطين دولة المغول الهندية، وقد حكم بلاد آبائه من سنة 1037هـ المُوافقة لِسنة 1627م إلى سنة 1037هـ المُوافقة لِسنة 1628م. سُمِّي بـ«شهريار» وهي كلمة فارسيَّة منحوتة من «شهر» ومعناها «المُلْك»، و«يار» ومعناها «مَالِك» فيكون معنى اسمه: «مَالِك المُلْك».
هو الابن الخامس والأصغر للإمبراطور المغولي نور الدين جهانكير. ففي نهاية حياة والده وبعد وفاته حاول شهريار أن يصبح إمبراطوراً على الإمبراطورية حيث قام بالتخطيط والدعم والتآمر من قبل زوجة أبيه ذات النفوذ والقوة المطلقة نور جهان والتي كانت أيضًا حماته. تم التنازع على الخلافة، على الرغم من أن شهريار مارس السلطة من مقره في لاهور من 7 نوفمبر 1627 إلى 19 يناير 1628 ، ولكن مثل والده سمح لنور جهان بإدارة الشؤون وتعزيز حكمه، لكنها لم تنجح وكان قد هزم وقتل بأوامر من شقيقه خرام ، المعروف باسم شهاب الدين شاهجهان بمجرد توليه العرش.
كان شهريار هو الإمبراطور المغولي الخامس لكنه لا يُحسب عادةً في قائمة أباطرة المغول.

## ما بعد الكارثة
بعد وفاة شهريار حكم شهاب الدين الإمبراطورية لمدة ثلاثين عامًا ، حتى سجنه أورنجزيب ومات بعد ثماني سنوات.
آساف خان ، رئيس وزراء إمبراطورية موغال ،أما نور جهان فقد حصلت على معاش سنوي قدره اثنان لَك هندي وقض بقية أيامها محصورة في قصرها في لاهور مع ابنتها مهر أون نيسا بيجوم، أرملة شهريار.  توفيت نور جهان عام 1645 عن عمر يناهز 68 عامًا